# Zuckerpuppe (aus der Bauchtanz-Truppe)
Zuckerpuppe (aus der Bauchtanz-Truppe) ist ein humoristisches Lied des deutsch-amerikanischen Schlagersängers Bill Ramsey zusammen mit dem Orchester Kurt Edelhagen aus dem Jahr 1961. Es wurde von Hans Bradtke und Heinz Gietz geschrieben und erreichte Platz 5 der deutschen Singlecharts, in denen es sechs Monate vertreten war. Es gehört damit zu den bekanntesten Liedern und den größten Charthits des Sängers. Zudem wurde es für den Schlagerfilm Am Sonntag will mein Süßer mit mir segeln gehn eingesetzt.

## Hintergrund und Veröffentlichung
Die Musik und der Text zu Zuckerpuppe (aus der Bauchtanz-Truppe) stammen von Hans Bradtke und Heinz Gietz. Die Single wurde von Kurt Feltz produziert und im Juni 1961 von Polydor veröffentlicht; die B-Seite war Das Mädchen mit dem aufregenden Gang, eine Coverversion des ebenfalls 1961 erschienenen Songs Banned In Boston von Merv Griffin mit Sid Bass & Orchester und Chor.
Der Film Am Sonntag will mein Süßer mit mir segeln gehn kam am 13. Oktober 1961 per Massenstart in die deutschen Kinos. In dem Film stellt Bill Ramsey den Musiker „Bill“ dar und spielt das Lied in einer Lokalszene am Piano mit mehreren Musikern und Tänzerinnen, Rex Gildo spielt in der Szene den Kontrabass. Ebenfalls 1961 war Zuckerpuppe in dem Film Adieu, Lebewohl, Goodbye zu hören. Als „Filmschlager“ vermarktete Titel wurden aufgrund der medialen Verbreitung bereits seit den 1950ern häufig sehr erfolgreich.
Als Klassiker war das Lied nachfolgend auf zahlreichen Kompilations-Alben sowohl als Sammlungen von größten Erfolgen Bill Ramseys wie auch zusammen mit anderen Schlagern. Ramsey selbst spielte das Lied regelmäßig auf Konzerten und hatte es auch in seinem letzten Konzert am 31. Oktober 2019 im Programm.

## Musik und Text

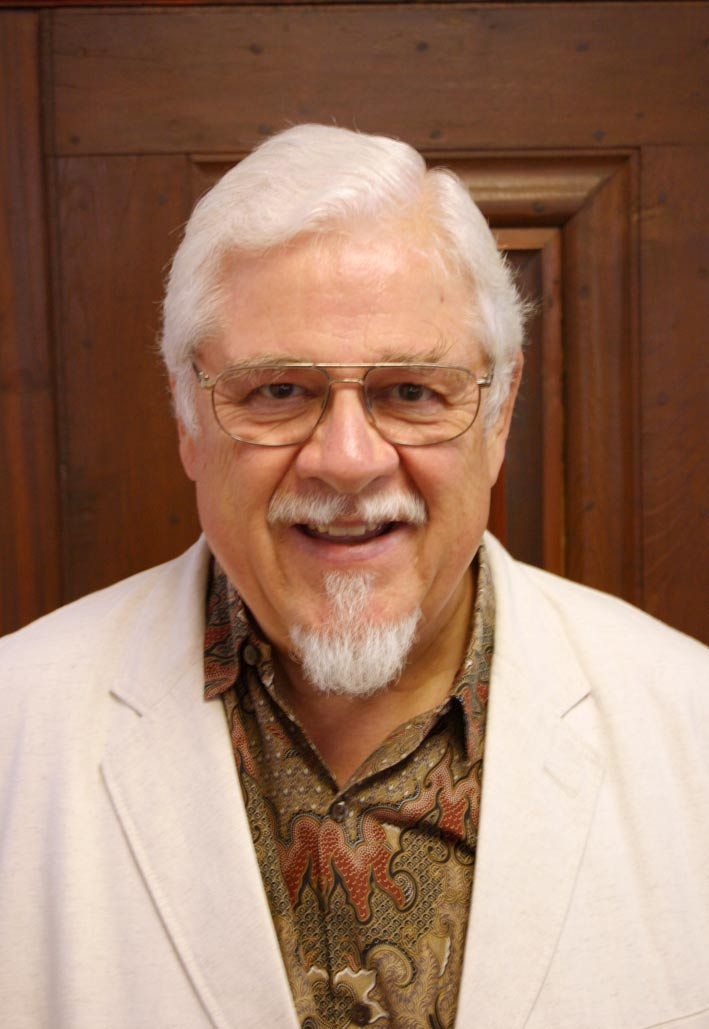
Bill Ramsey, 2005

Zuckerpuppe (aus der Bauchtanz-Truppe) ist ein humoristischer Schlager im 4⁄4-Takt, der in deutscher Sprache verfasst ist. Die musikalische Begleitung übernahm das Orchester Kurt Edelhagen mit einer Jazz-Big-Band-Besetzung.
Das Lied beginnt mit dem einzelnen Ton eines Güiro, der in den Strophen jeweils auf dem ersten Beat eingesetzt wird. Zu hören sind daneben ein Piano, ein gezupfter Kontrabass, Holz- und Blechblasinstrumente, Schlagzeug und im Refrain ein Glockenspiel. Unterstützt wird der Sänger von einem gemischten Chor, der sowohl den Text singt als auch instrumentelle Passagen lautmalerisch begleitet.
Der Aufbau umfasst drei Strophen, dazwischen jeweils ein Refrain. Die erste Strophenzeile beginnt mit einer einleitenden Frage („Kennt ihr die Zuckerpuppe“) und bei den folgenden Strophen mit einer Aussage („Denn diese Zuckerpuppe“) zur Protagonistin des Songs, jedes Mal gefolgt von der Zeile „aus der Bauchtanztruppe“, wobei die Verse einen Paarreim bilden. Danach folgen zwei umarmende Reime [bccb], von denen der zweite erneut Verszeilen mit „Zuckerpuppe“ und „Bauchtanztruppe“ umschließt. Der zwischen Strophe 1 und 2 sowie zwischen 2 und 3 eingesetzte Refrain unterscheidet sich nur in den letzten beiden Verszeilen, in denen der Sänger als lyrisches Ich die Wirkung der Frau auf ihn beschreibt.
Im Text des Schlagers erzählt der Protagonist von einer Bauchtanz-Vorführung einer berühmten Tänzerin in Marokko, die ihn und das Publikum während der Vorführung durch ihren Tanz begeistert. Er beschreibt die Tänzerin als:

„Die kleine süße Biene

mit der Tüllgardine

vor dem Babydollgesicht?

Suleika, Suleika heißt die kleine Maus

Heißt die Zuckerpuppe aus der Bauchtanztruppe,

und genau so sieht sie aus.“

Während des Tanzes fixiert die Tänzerin ihn zunehmend und kommt auf ihn zu, um sich schlussendlich auf seinen Schoß zu setzen. In der letzten Strophe enthüllt sie ihren Schleier vor seinem Gesicht und überrascht ihn:

„Dann hob die süße Biene

ihre Tüllgardine

vor mir plötzlich in die Höh’.

‚Elfriede, Elfriede!‘ rief ich durch den Saal,

Denn die Zuckerpuppe aus der Bauchtanztruppe kannte ich aus Wuppertal!“

## Charts und Chartplatzierungen
Das Lied Zuckerpuppe (aus der Bauchtanz-Truppe) stieg erstmals am 1. August 1961 in die deutschen Singlecharts ein und erreichte mit Rang fünf seine höchste Notierung. Es blieb insgesamt sechs Monate in den Charts, davon drei in den Top 10. Am 1. Januar 1962 wurde es zum letzten Mal in den Charts verzeichnet. In Österreich und der Schweiz konnte sich das Lied dagegen nicht platzieren.
Bill Ramsey erreichte als Interpret mit dem Lied zum sechsten Mal die deutschen Singlecharts und es war sein vierter Top-10-Hit nach Wumba-Tumba Schokoladeneisverkäufer 1958 und den Nummer-eins-Hits Souvenirs 1959 und Pigalle ebenfalls 1961. Im Folgejahr 1962 gelangte er mit Ohne Krimi geht die Mimi nie ins Bett sowie 1963 mit Maskenball bei Scotland Yard erneut in die Top 10.

## Resonanz

### Textrezeption
Der Ausdruck „Zuckerpuppe“, abgeleitet von den Bezeichnungen für eine Süßigkeit (auch Zuckermann, Zuckerkind), lässt sich schon im 19. Jahrhundert als Kosewort bzw. als Ausdruck „für etwas zerbrechliches, zart zu behandelndes“ bzw. Kinder oder junge Frauen nachweisen. Der Germanist Matthias Schulz nennt den Schlager Zuckerpuppe als Anhaltspunkt dafür, dass das Kosewort in der Mitte des 20. Jahrhunderts eine derbere, sexualisierte Konnotation erhalten habe, die – bei aller Asymmetrie des Begriffs gegenüber Frauen – historisch so nicht nachweisbar gewesen sei.
Der Textdichter Hans Bradtke gilt – laut Christian Pfarr in seiner Schlagergeschichte Ein Festival im Kornfeld 1997 – „als einer der besten Komödienschreiber des deutschen Schlagers.“ Sein Text, verbunden mit dem Talent Bill Ramseys, sei ein „musikalischer Sketch“, der „auch noch beim hundertsten Mal zünde[t]“. Der Text starte eher belanglos, dabei durchaus chauvinistisch („Zuckerpuppe“, „kleine süße Biene“ etc.) und die Zeilen „und mancher Wüstensohn, hat sie schon … als Fata Morgana gesehen“ seien ein kurzer, aber – durch seine Entschärfung – geistreicher „Herrenwitz“. Nur die typische Interpretation Bill Ramseys sei so mitreißend und geradezu grotesk, dass Zuhörende nicht umhinkämen, noch eine Pointe zu erwarten, die ja dann auch unmittelbar folge.
Pfarr sieht die Zuckerpuppe in Form einer „humoristischen Bildergeschichte“ als einen der beiden Prototypen des humoristischen Nachkriegsschlagers, welche die nachfolgenden Stücke dieses Genres lange prägten (der zweite Typus ist der „Kalauer-gesättigte Nonsens-Schlager“, geprägt durch Der Theodor im Fußballtor). Durchbrochen würden diese Muster durch eigenständige Humorformen erst in der Neuen Deutschen Welle.
Der Bamberger Literaturwissenschaftler Hans-Peter Ecker interpretierte das „erfrischend jazzig arrangierte“ Lied als „Bereitschaft“ des deutschen Schlagers, sich selbst „auf die Schippe zu nehmen“. 1961 habe man vermutlich noch nichts von Kritik am westlichen Kulturimperialismus, von „Orientalismus“, Dekonstruktion und Political Correctness im Postkolonialismus gehört. So habe sich das „fiktionale Alter Ego“ von Ramsey, noch ohne öffentliche Empörung auszulösen, in eine hübsche Bauchtänzerin „vergucken“ dürfen. Im Gegenteil dürfte sich der Titel Zuckerpuppe in die seit 1960 aufkommende „Orientwelle“ des deutschen Schlagers einordnen lassen – oder wie von Ecker angedeutet als Parodie derselben. Seit Mitte 1959 war die populäre Italien-Phase abgeklungen und kein Italienschlager mehr in die deutschen Charts aufgestiegen. Stattdessen fanden sich 1960 Titel wie Mustapha (von Bob Azzam/Leo Leandros) und Laila in den Hitparaden.
Die Kulturwissenschaftlerin Anke Steinborn verortet den Titel in einer Reihe mit Schlagern und Filmen in den 1950er und 1960er Jahren, die die wichtigen Aspekte „Freiheit“ und „Harmonie“ in der Bundesrepublik thematisieren. Nicht-muttersprachliche Interpretationen durch Nana Mouskouri oder Mireille Mathieu, der Akzent der Apachen in Winnetou-Filmen sowie Bill Ramseys amerikanischer Akzent betonten die erträumte „Exotik“ der Ferne noch zusätzlich.

### Coverversionen
Zuckerpuppe (aus der Bauchtanz-Truppe) wurde als Schlager vereinzelt gecovert. Erste Coverversionen erschienen kurz nach der Veröffentlichung, darunter bereits 1961 eine dänische Version von Tobi Rix und 1962 eine französische Version von Caterina Valente. Zu den Coverversionen des Songs gehören unter anderem:
- 1961: Tobi Rix – Supersnoepie (dänisch)
- 1961: Max Greger und sein Orchester – La Paloma / Corinna / Zuckerpuppe (Medley)
- 1961: Dick Robby & Die Rivieras – Zuckerpuppe
- 1961: Bob Lucks – Zuckerpuppe (aus der Bauchtanz-Truppe)
- 1962: Caterina & Silvio – La poupée poudrée (französisch)
- 1963: Georgia Gibbs – Sugar Puff
- 1969: Petr Altman – Sněžný Král (tschechisch)
- 1986: James Last – Zuckerpuppe
- 2002: Rainhard Fendrich – Zuckerpuppe
- 2005: Stefan Dietl – Bill Ramsey – Medley (Medley)
- 2005: Die Musikstudenten – Zuckerpuppe
- 2011: J.P. Love – Zuckerpuppe (aus der Bauchtanz-Truppe)
- 2013: Ulli Otte – Zuckerpuppe

Über Coverversionen hinaus gibt es Noten des Liedes für verschiedene Stimmensätze wie etwa für „Frauenchor und Klavier“ oder für Blasorchester.
Im Jahr 2000 parodierte die Schauspielerin Corinna Duhr die damalige CDU-Generalsekretärin und spätere Bundeskanzlerin Angela Merkel beim Nockherberger Singspiel in deren Beisein mit dem Lied Ich bin die Zuckerpuppe aus der Schwarzgeldtruppe.

## Belege
1. 1 2  
Bill Ramsey – Zuckerpuppe (aus der Bauchtanz-Truppe). austriancharts.at, abgerufen am 7. Juli 2021.
2. ↑  
Bill Ramsey – Zuckerpuppe (aus der Bauchtanz-Truppe) bei Discogs; abgerufen am 7. Juli 2021.
3. ↑  
Merv Griffin with Sid Bass & His Orchestra and Chorus – Banned in Boston, Coverversionen auf cover.info; abgerufen am 7. Juli 2021.
4. ↑  
„Zuckerpuppe (aus der Bauchtanz-Truppe)“ von Bill Ramsey auf YouTube (Szene aus dem Film Am Sonntag will mein Süßer mit mir segeln gehn).
5. ↑  Anna Sarah Vielhaber: Der populäre deutsche Film 1930–1970 : eine kulturvergleichende Analyse zur Erklärung seines Erfolgs. Books on Demand, Norderstedt 2012, ISBN 978-3-8482-0928-6, S. 142–143.
6. ↑  
Zuckerpuppe (aus der Bauchtanz-Truppe) Bill Ramseys letztes Konzert am 31.10.2019 auf YouTube im Metropolis Kino in Hamburg.
7. 1 2 3  
Bill Ramsey – Zuckerpuppe (aus der Bauchtanz-Truppe), Songtext auf songtexte.com; abgerufen am 7. Juli 2021.
8. 1 2  
Bill Ramsey – Zuckerpuppe (aus der Bauchtanz-Truppe). offiziellecharts.de, abgerufen am 7. Juli 2021.
9. 1 2 3 4  
Bill Ramsey – Zuckerpuppe (aus der Bauchtanz-Truppe). chartsurfer.de, abgerufen am 7. Juli 2021.
10. ↑  zuckerpuppe, f. In: Jacob Grimm, Wilhelm Grimm (Hrsg.): Deutsches Wörterbuch. Band 32: Zobel–Zypressenzweig – (XVI). S. Hirzel, Leipzig 1954, Sp. 309 (woerterbuchnetz.de – Version 01/21).
11. 1 2  „Sie nennen sich ‚Hase‘ oder ‚Bärchen‘.“ Zu Veränderungen der Kosenamen im 19./20. Jahrhundert. In: Angelika Linke, Juliane Schröter (Hrsg.): Sprache und Beziehung. De Gruyter, Berlin/Boston 2017, ISBN 978-3-11-049691-8, S. 339–358, doi:10.1515/9783110496918.
12. 1 2  Christian Pfarr: Ein Festival im Kornfeld. Kleine deutsche Schlagergeschichte. Reclam, Leipzig 1997, ISBN 3-379-01604-7, S. 137–140.
13. ↑  Hans-Peter Ecker: Loblied auf Bergische Frauen: Bill Ramseys „Zuckerpuppe (aus der Bauchtanz-Truppe)“ (1961). In: Deutsche Lieder. Bamberger Anthologie. 5. Januar 2015, abgerufen am 7. Juli 2021.
14. ↑  Manuel Gogos: "Das wahre Leben ist anderswo". In: bpb.de. Bundeszentrale für politische Bildung, abgerufen am 7. Juli 2021.
15. ↑  O Mustapha. In: Der Spiegel 33/1960. 9. August 1960, abgerufen am 7. Juli 2021.
16. ↑  Anke Steinborn: Sing, Cowboy sing. Wie der Osten den Western rockt. In: Carsten Heinze, Laura Niebling (Hrsg.): Populäre Musikkulturen im Film: Inter- und transdisziplinäre Perspektiven. Springer Fachmedien, Wiesbaden 2016, ISBN 978-3-658-10896-0, S. 219, doi:10.1007/978-3-658-10896-0_10.
17. ↑  
Bill Ramsey – Zuckerpuppe (aus der Bauchtanz-Truppe), Coverversionen auf cover.info; abgerufen am 7. Juli 2021.
18. ↑  Die Zuckerpuppe aus der Bauchtanzgruppe für Frauenchor und Klavier. Abgerufen am 7. Juli 2021.
19. ↑  Heinz Gietz – Zuckerpuppe (aus der Bauchtanztruppe). Abgerufen am 7. Juli 2021.
20. ↑  Angie – für Komödianten ein Glücksfall. In: sueddeutsche.de. 11. Mai 2010, abgerufen am 7. Juli 2021.